# 果园物流枢纽站
果园物流枢纽站位于重庆市江北区，是重庆轨道交通4号线车站，车站编号4/12。

## 结构
果园物流枢纽站为高架侧式车站。